# Warriors' Gate
Warriors' Gate (La puerta de los guerreros) es el quinto serial de la 18.ª temporada de la serie británica de ciencia ficción Doctor Who, escrito por Stephen Gallagher y emitido originalmente en cuatro episodios semanales del 3 al 24 de enero de 1981. Es el último de los tres seriales conectados en la Trilogía del E-Espacio, y marca la última aparición regular de Romana y K-9 como acompañantes.

## Argumento
La TARDIS y su tripulación con el Cuarto Doctor, Romana, Adric y K-9 vientras viajan entre el E-Espacio y el universo normal (N-Espacio), se ven atrapados en el vacío entre los dos universos. En otro punto del vacío, otra nave tripulada por el comandante Rorvik también está atrapada. Al quedarse atrapados, Biroc escapa de la nave y llega hasta la TARDIS en los vientos del tiempo. Biroc avisa a la tripulación de la TARDIS de la traición de Rorvik antes de desaparecer. Los bancos de memoria de K-9 se ven dañados por los vientos del tiempo, dejándole funcional pero sin recuerdos a largo plazo...

### Continuidad
Este serial constituye el tercer y último tramo de la aventura más larga conocida como la Trilogía del E-Espacio, que comenzó en Full Circle y continuó en State of Decay. También confirma la temática de la entropía que se convirtió en el tema principal del último serial de Tom Baker, Logopolis.
La antigua bufanda multicolor del Doctor aparece colgado en el perchero. La aleación de estrella enana, introducida en este serial, volvería a aparecer en el episodio del Undécimo Doctor El día de la Luna (2011), donde el FBI la usó para construir una prisión inexpugnable para el Doctor.
Esta fue la última historia con Lalla Ward como Romana. Unas semanas tras el rodaje, Ward se casó con su compañero Tom Baker, en diciembre de 1980, pero el matrimonio duró menos de dos años. También fue la última historia de la serie clásica en la que apareció el personaje de K-9 interpretado por John Leeson. Leeson, que había abandonado la serie para la temporada anterior, regresó en la temporada 18 entendiendo que K-9 saldría de la serie hacia el final de la temporada.

## Producción
| Episodio          | Fecha de emisión    | Duración | Espectadores en millones | Estado en el archivo  |
| ----------------- | ------------------- | -------- | ------------------------ | --------------------- |
| Episodio 1        | 3 de enero de 1981  | 22:54    | 7,1                      | Cinta original en PAL |
| Episodio 2        | 10 de enero de 1981 | 23:47    | 6,7                      | Cinta original en PAL |
| Episodio 3        | 17 de enero de 1981 | 22:15    | 8,3                      | Cinta original en PAL |
| Episodio 4        | 24 de enero de 1981 | 24:53    | 7,8                      | Cinta original en PAL |
| [ 2 ] [ 3 ] [ 4 ] |                     |          |                          |                       |

Entre los títulos provisionales de la historia se incluye Dream Time (El tiempo del sueño). Warrior's Gate es la única historia dirigida por Paul Joyce. En sus esfuerzos por poner al límite las limitaciones del programa y su limitado presupuesto, Joyce solía chocar a menudo con el productor John Nathan-Turner. Cuando Joyce no estaba disponible, su trabajo lo asumió el asistente de producción Graeme Harper. Las fotografías de fondo en muchas escenas se hicieron en Powis Castle, en Welshpool.

## Publicaciones comerciales
Warrior's Gate se publicó en VHS en 1997 como parte de la compilación The E-Space Trilogy junto con Full Circle y State of Decay. El DVD se publicó en 2009, de nuevo en una compilación similar.